# Iron Gate
Iron Gate est une ville située dans l'état américain de Virginie, dans le comté d'Alleghany. En 2010, sa population était de 388 habitants.

## Démographie
Au recensement de 2000, la population s'élevait à 404 habitants dont 185 ménages et 121 familles résidentes. La répartition ethnique était de 94,55 % d'Euro-Américains et 5,2 % d'Afro-Américains.
Le revenu moyen par habitant était de 16 703 dollars avec 9,9 % sous le seuil de pauvreté.
La densité était de 445 hab/km2.

## Source
- (en) Cet article est partiellement ou en totalité issu de l’article de Wikipédia en anglais intitulé « Iron Gate, Virginia » (voir la liste des auteurs).